# Västra sjukvårdsregionen
Västra sjukvårdsregionen är en sjukvårdsregion som omfattar Västra Götalands län och norra delen av Hallands län motsvarande Kungsbacka, Varbergs och Falkenbergs kommuner. Befolkningen inom regionen uppgår till 1 975 482 (2025-03-31) invånare. Regionsjukhus är Sahlgrenska Universitetssjukhuset i Göteborg.

## Regioner och länsdelar
Västra sjukvårdsregionen leds av ett kommunalförbund bestående av två regioner med sex ingående länsdelar:
- Västra Götalandsregionen
  - Fyrbodal
  - Södra Älvsborg
  - Skaraborg
  - Södra Bohuslän
  - Göteborg
- Region Halland
  - Norra Halland (Kungsbacka kommun, Varbergs kommun och Falkenbergs kommun)

Region Halland är även medlem av Södra sjukvårdsregionen och södra Halland (Halmstads kommun, Hylte kommun och Laholms kommun) hör dit.

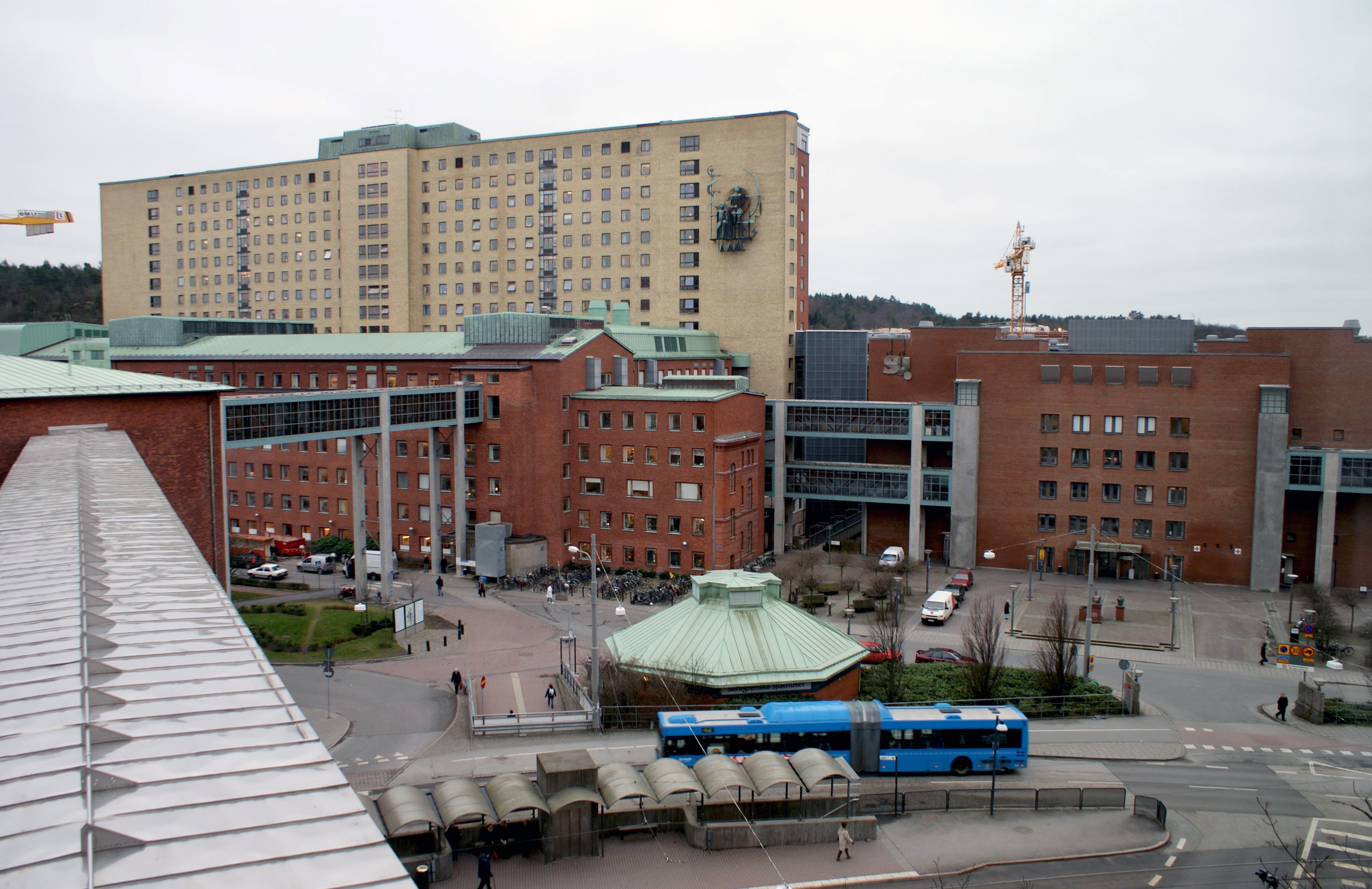
Sahlgrenska Universitetssjukhuset i Göteborg.